# Die Berufung – Ihr Kampf für Gerechtigkeit
Die Berufung – Ihr Kampf für Gerechtigkeit (Originaltitel: On the Basis of Sex, engl. für „Auf der Basis des Geschlechts“) ist eine Filmbiografie von Mimi Leder über die US-amerikanische Juristin Ruth Bader Ginsburg. Der Film feierte am 8. November 2018 im Rahmen des AFI Fests Weltpremiere, kam am 25. Dezember 2018 in die US-amerikanischen und am 7. März 2019 in die deutschen Kinos.

## Handlung
Der Film zeichnet den Aufstieg der Richterin am Obersten Gerichtshof der USA, Ruth Bader Ginsburg, anhand dreier Zeitabschnitte nach.

### 1956
Ruth Bader Ginsburg beginnt als eine von neun Frauen das erste Semester an der Harvard Law School. In einem von Männern dominierten Umfeld muss sie sich behaupten. Ruth hat eine kleine Tochter, ihr Mann Marty studiert im zweiten Jahr Jura. Dann erkrankt er an Krebs. Sie besucht auch seine Kurse, tippt seine Arbeiten, damit er weiter studieren kann. Während eines vom Dekan der Fakultät veranstalteten Abendessens wird sie gefragt, warum sie einen Platz besetzt, der an einen Mann hätte gehen können. Sie schließt ihr Studium als Jahrgangsbeste ab.

### 1959
Zwei Jahre nach dem Rückgang der Krankheit ihres Mannes wird er von einer Firma in New York City eingestellt. Ruth bittet den Dekan in Harvard, Erwin Griswold, ihr Jurastudium an der Columbia University in New York City beenden zu dürfen. Doch Grisworld besteht darauf, die damals geltenden Regeln der Universität zu befolgen und lehnt ihre Bitte ab. Ruth wechselt daraufhin trotzdem an die Columbia University. Obwohl sie Jahrgangsbeste war, findet sie keinen Job. Alle Firmen, bei denen sie sich bewirbt, lehnen sie ab, weil sie eine Frau ist. Sie nimmt dann eine Stelle als Professorin für Jura an der Rutgers-Universität in New Jersey an und spezialisiert sich auf das Thema „Geschlechterdiskriminierung und das Recht“.

### 1970 und nachfolgend
Ruth Bader Ginsburg und Marty Ginsburg haben neben der Tochter Jane einen Sohn namens James Steven. Ginsburg, der als Steueranwalt arbeitet, legt ihr einen Fall vor, in dem es um Diskriminierung aufgrund des Geschlechts geht, und der ihr Interesse weckt. Es geht um den Fall von Charles Moritz, der die Kosten für die Pflege seiner Mutter als unverheirateter Mann nicht von der Steuer absetzen darf. Dies steht nur Frauen oder Witwern zu, nicht aber unverheirateten Männern. Es gibt im Jahr 1970 nicht weniger als 178 amerikanische Gesetze, die zwischen Geschlechtern unterscheiden, und in denen in der Regel die Frauen diskriminiert sind. Ruth Ginsburg sieht in diesem Fall eine Möglichkeit, einen Richtungswechsel in der Rechtsprechung zu erreichen. Gestärkt vom gewandelten Zeitgeist der 1970er Jahre sieht Bader Ginsburg einen Moment gekommen, die Rechtsprechung entsprechend zu ändern. Mit Unterstützung von Mel Wulf von der Bürgerrechtsorganisation American Civil Liberties Union übernimmt sie den Fall und bringt ihn vor das Bundesberufungsgericht in Denver.
Ruth Ginsburgs frühere Professoren vertreten vor dem Berufungsgericht die Regierung und wollen verhindern, dass eine Lawine von Gesetzesänderungen losgetreten wird, und in der Folge Frauen beispielsweise Zugang zu allen Berufen und Ämtern bekommen. Ihre Argumentationslinie lautet, die gesetzliche Ungleichbehandlung der Geschlechter entspräche der natürlichen Ordnung und diene dem Schutz der Familie. Ginsburg argumentiert hingegen mit dem 5. Zusatzartikel zur Verfassung der Vereinigten Staaten, der jedem den Anspruch auf faire und unparteiische Rechtsverfahren garantiert. Diese sogenannten Due-process-Klausel gilt für alle Menschen. Daher müssen, nach ihrer Argumentation, Gesetze, die implizit oder explizit eine Unterscheidung zwischen den Geschlechtern vornehmen, verfassungswidrig sein. Mit ihrer Berufung schafft Ruth Bader Ginsburg einen Präzedenzfall, welcher der sukzessiven Abschaffung gesetzlicher Geschlechterdiskriminierung den Weg ebnet. Sie findet ihre persönliche Berufung als Frauenrechtlerin, die um die Durchsetzung des Gleichheitsgrundsatzes der Verfassung im praktischen Leben kämpft.
Vor dem Abspann wird in einem Text das weitere Schicksal von Ruth Bader Ginsburg und ihrer Familie eingeblendet. Man erfährt außerdem, dass das Bundesberufungsgericht im Fall „Moritz v. Commissioner“ (1972) und der Oberste Gerichtshof der USA im Fall „Reed v. Reed“ (1971) erstmals eine Diskriminierung auf Basis des Geschlechts als rechtswidrig erklärten, dass Ruth Bader Ginsburg das Women’s Rights Project bei der American Civil Liberties Union gründete, über das viele der nach Geschlechter differenzierenden und im Fall „Moritz v. Commissioner“ identifizierten Gesetze niedergeschlagen wurden, und dass der U.S. Senat Ginsburg mit 96 Stimmen bei 3 Gegenstimmen im Jahr 1993 als beisitzende Richterin am Obersten Gerichtshof wählte. In der letzten Szene sieht man die von Felicity Jones gespielte junge Ruth Bader Ginsburg die Treppen zum Gebäude des Obersten Gerichtshof erklimmen, um anschließend die an diesem Gericht tätige, alte und reale Richterin Ruth Bader Ginsburg in einer Nahaufnahme zu zeigen, wie sie an einer der Säulen am oberen Ende der Treppe vorbeigeht.

## Biografischer Hintergrund
Die im September 2020 verstorbene Ruth Bader Ginsburg war eine US-amerikanische Juristin und seit 1993 Beisitzende Richterin am Supreme Court, wo sie dem liberalen beziehungsweise „linken“ Flügel zugerechnet wurde.
Betsy West und Julie Cohen drehten bereits einen Dokumentarfilm über Ginsburg mit dem Titel RBG, der im Mai 2018 in die US-Kinos kam.
Am 7. November 2018, dem Tag vor der Weltpremiere des Films, brach sich die 85-jährige Ginsburg bei einem Sturz drei Rippen. Im September 2020 starb sie, wodurch ihr Sitz im Supreme Court frei wurde.

## Produktion
Regie führte Mimi Leder. Das Drehbuch stammt von Daniel Stiepleman, das es 2014 auf die Black List der beliebtesten unverfilmten Drehbücher schaffte, die jedes Jahr in Hollywood erstellt wird. Stiepleman ist der Neffe von Ruth Ginsburg. On the Basis of Sex, der Originaltitel des Films bezieht sich auf die 178 Gesetze, die Bader Ginsburg findet, die hinsichtlich des Geschlechts unterscheiden und auf die sie sich in ihrem Plädoyer bezieht.
Nachdem ursprünglich Natalie Portman für die Rolle von Ruth Bader Ginsburg vorgesehen war, übernahm letztlich Felicity Jones die Hauptrolle. Armie Hammer spielt ihren Ehemann Marty Ginsburg.
Die Dreharbeiten fanden im kanadischen Montréal statt. Für die Gestaltung der Kostüme war Isis Mussenden verantwortlich.
Die Filmmusik komponierte Mychael Danna. Die Aufnahme entstand im Frühjahr 2018. Im September 2018 veröffentlichten Kemosabe Records und RCA Records den Song Here Comes the Change, der von Kesha für den Film gesungen und gemeinsam mit Drew Pearson und Stephen Wrabel geschrieben wurde. Der Soundtrack zum Film, der 20 Musikstücke umfasst, wurde am 14. Dezember 2018 von Sony Classical veröffentlicht.
Im Juli 2018 wurde ein erster Trailer zum Film vorgestellt. Am 8. November 2018 eröffnete der Film im Chinese Theatre das AFI Fest und feierte hier seine Weltpremiere. Am 25. Dezember 2018 kam er in die US-amerikanischen Kinos, zum 25. Jahrestag von Ruth Bader Ginsburgs Berufung an den Supreme Court. Ein Kinostart in Deutschland erfolgte am 7. März 2019.

## Rezeption

### Kritiken und Einspielergebnis
Die Berufung – Ihr Kampf für Gerechtigkeit enthielt gemischte Bewertungen. Bislang konnte der Film 74 Prozent der Kritiker bei Rotten Tomatoes überzeugen. In der Filmkritik-Sammlung heißt es:

“On the Basis of Sex is nowhere near as groundbreaking as its real-life subject, but her extraordinary life makes a solid case for itself as an inspirational, well-acted biopic.”

„„Die Berufung – Ihr Kampf für Gerechtigkeit“ ist längst nicht so bahnbrechend wie das Subjekt des realen Lebens, aber ein außergewöhnliches Leben plädiert selbst für inspirierendes, gut geschauspielertes Biopic.“

Piringer Piringer von kino-zeit.de bezeichnet den Film „als spannende, sehr gut erzählte und aufschlussreiche Geschichtsstunde über eine Pionierleistung für die rechtliche Gleichstellung der Geschlechter in Amerika.“ Die Redaktion des Filmmagazins Cinema meint, dass das von Ginsburgs Neffen Daniel Stiepleman verfasste Drehbuch strotze nur so vor blitzschnellen und klugen Dialogen. Neben der Rechtsprechung, auf deren präzise Darstellung seine Tante großen Wert legte, stehe die Liebesgeschichte zwischen ihr und Marty im Fokus, die Felicity Jones und Arnie Hammer mit umwerfender Intensität auf die Leinwand bringen. Das Fazit der Cinema Redaktion: „Porträt einer Ikone: einnehmendes Drama über eine große Liebe und den Kampf um Gleichberechtigung.“
Till Kadritzke von Spiegel Online bilanziert, dass Mimi Leders Film einerseits bemüht sei, die sozialen Kämpfe hinter gesellschaftlichen Veränderungen sichtbar zu machen, den Raum des Rechts nicht als geschlossen zu betrachten, sondern ordentlich feministischen Wind reinzulassen. „Dieser Wind wird andererseits von einer allzu funktionalen Dramaturgie wieder gebremst. Persönliches und Politisches treffen sich zuverlässig im genau richtigen Moment, um unsere Heldin auf die Siegerinnenstraße zu führen.“
Knut Elstermann vom MDR bescheinigte dem Film, dass er zwar für juristische Laien immer verständlich und interessant sei, „obwohl das Hohelied durchaus etwas weniger gefällig und rund hätte ausfallen können – öfter mal ein Einspruch hätte dem Film gutgetan.“ Frank Arnold von epd Film beschreibt den Film als das fiktionale Gegenstück zum Dokumentarfilm RBG – Ein Leben für die Gerechtigkeit, was auch sein Problem sei, denn wer die wirkliche Ruth Bader Ginsburg in diesem Film erlebt habe, werde sich schwertun mit Felicity Jones als ihrer fiktionalen Repräsentantin: „Zu glatt wirkt sie im Vergleich zu der kleinen Frau mit der großen Brille, die auch im Alter von 85 Jahren nichts von ihrem Witz und ihrer Streitlust verloren hat – und von deren Persönlichkeit in diesem Film eher etwas in der von Kathy Bates verkörperten älteren Anwältin zu spüren ist.“
Die weltweiten Einnahmen des Films aus Kinovorführungen belaufen sich auf 37,9 Millionen US-Dollar. In Deutschland verzeichnete der Film bis Mai 2019 knapp über 100.000 Besucher.

### Einsatz im Schulunterricht
Das Onlineportal kinofenster.de empfiehlt Die Berufung für die Unterrichtsfächer Deutsch, Ethik, Sozialkunde/Gemeinschaftskunde, Geschichte und Politik und bietet Materialien zum Film für den Unterricht.